# Ricardo David Páez

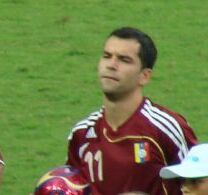
Ricardo Páez

Ricardo David Páez (Acarigua, 9 de fevereiro de 1979) é um jogador venezuelano de futebol.

## Carreira
Paes integrou a Seleção Venezuelana de Futebol na Copa América de 2001, 2004 e 2007.

## Estatísticas

### Como treinador

#### Clubes
| Clube             | Temporada         | Campeonato nacional | Campeonato nacional | Campeonato nacional | Campeonato nacional | Copa nacional[a] | Copa nacional[a] | Copa nacional[a] | Copa nacional[a] | Competições continentais[b] | Competições continentais[b] | Competições continentais[b] | Competições continentais[b] | Outros torneios[c] | Outros torneios[c] | Outros torneios[c] | Outros torneios[c] | Total | Total | Total | Total | Total |
| Clube             | Temporada         | J                   | V                   | E                   | D                   | J                | V                | E                | D                | J                           | V                           | E                           | D                           | J                  | V                  | E                  | D                  | J     | V     | E     | D     | A     |
| ----------------- | ----------------- | ------------------- | ------------------- | ------------------- | ------------------- | ---------------- | ---------------- | ---------------- | ---------------- | --------------------------- | --------------------------- | --------------------------- | --------------------------- | ------------------ | ------------------ | ------------------ | ------------------ | ----- | ----- | ----- | ----- | ----- |
| Miami United      | 2016              | 1                   | 0                   | 0                   | 1                   | —                | —                | —                | —                | —                           | —                           | —                           | —                           | —                  | —                  | —                  | —                  | 1     | 0     | 0     | 1     | 0%    |
| Miami United      | Total             | 1                   | 0                   | 0                   | 1                   | 0                | 0                | 0                | 0                | 0                           | 0                           | 0                           | 0                           | 0                  | 0                  | 0                  | 0                  | 1     | 0     | 0     | 1     | 0%    |
| Total na carreira | Total na carreira | 1                   | 0                   | 0                   | 1                   | 0                | 0                | 0                | 0                | 0                           | 0                           | 0                           | 0                           | 0                  | 0                  | 0                  | 0                  | 1     | 0     | 0     | 1     | 0%    |

- a. ^ Jogos da Copa dos Estados Unidos
- b. ^ Jogos da Liga dos Campeões da CONCACAF
- c. ^ Jogos do Amistoso